# Asterophysus batrachus
Asterophysus batrachus, auf Portugiesisch bagre glutão oder bagre torpedo, auf Englisch Gulper/Ogre Catfish, ist eine südamerikanische Welsart aus der Familie der Falschen Dornwelse, auch Trugdornwelse genannt.

## Merkmale
Der Wels kann eine Standardlänge von 25 Zentimetern, bei einer Gesamtlänge von 30 Zentimetern, erreichen. Er hat eine kurze und gedrungene Körperform und eine große Kopfpartie mit einem auffallend großen Maul. Der Rücken ist meist dunkel gefärbt und der Bauch weißlich. Beim Milchner ist der erste Strahl der Afterflosse verdickt.

## Verbreitung
Asterophysus batrachus kommt im Schwarzwasser-Flusssystem des Rio-Negro- und Orinoco-Beckens der Länder Brasilien, Kolumbien und Venezuela vor. In seinem Habitat herrschen Wassertemperaturen von 26 °C bis 30 °C. Die Spezies bevorzugt langsam strömende Flussabschnitte mit diversen Unterwasserstrukturen. Asterophysus batrachus ist bislang die einzige Art der Gattung Asterophysus. In Marajó, im Mündungsgebiet des Amazonas, etwa 1.200 Kilometer vom Hauptverbreitungsgebiet von A. batrachus entfernt, wurde eine neue Art entdeckt, die möglicherweise der gleichen Gattung zuzuordnen ist.

## Lebensweise
Asterophysus batrachus ist ein reiner Raubfisch. Bekannt ist der Falsche Dornwels in Aquarien für sein gieriges Fressverhalten, was ihm auch den Namen Gulper oder Oger-Wels eingebracht hat. Oft verschlingt er Beutefische, die wesentlich größer sind als er selbst. Er verfolgt dabei seine Beute, indem er langsam hinter ihnen herschwimmt, bis sie in die Reichweite seines Mauls geraten, welches blitzschnell zuschnappen kann. Futterfische werden in der Regel mit dem Kopf voran gepackt und nach hinten gerichtete Zähne verhindern ein Entkommen der zappelnden Beute. Während des Schlingvorganges werden auch große Wassermengen geschluckt, was das Einsaugen der Nahrung erleichtert. Der Magensack kann sich bei diesem Vorgang um ein Vielfaches ausdehnen.
Buntbarsche, die häufig auf dem Speiseplan des Falschen Dornwelses stehen, erkennen den Raubfisch aufgrund seiner geringen Größe und seiner langsamen und ruhigen Schwimmbewegungen meist zu spät als Bedrohung. Auch wenn viele dieser Schnappversuche in die Leere gehen, so gelingt es dem Raubfisch immer wieder sich unauffällig an seine Beute heranzupirschen. Einige Fische werden auch in der Schlafphase überwältigt.
In Wildgewässern sind Falsche Dornwelse überwiegend dämmerungs- und nachtaktiv, während sie in Aquarien oft lernen, zu jeden Tages- und Nachtzeiten zu fressen.

## Nutzen
Asterophysus batrachus wird selten als Speisefisch, dafür mehr als Aquarienfisch, genutzt.